# Oh Dal-soo
Dans ce nom coréen, le nom de famille, Oh, précède le nom personnel.
Oh Dal-soo (오달수) est un acteur sud-coréen, né le 15 juin 1968 à Daegu dans le Gyeongsang du Nord.

## Biographie
Oh Dal-soo se fait remarquer dans Old Boy (올드보이) de Park Chan-wook en 2003, puis d'autres films à succès comme Mapado (마파도, 2004) de Choo Chang-min pour lequel il est récompensé en tant que meilleur acteur dans un second rôle à la cérémonie de Pusan Film Critics Awards en 2005, The Host (괴물, 2006) de Bong Joon-ho où il fait la voix du monstre aquatique ou Thirst, ceci est mon sang (박쥐, 2009) de Park Chan-wook.

## Filmographie

### Films
- 2002 : Bet On My Disco (해적, 디스코왕 되다) de Kim Dong-won
- 2003 : Old Boy (올드보이) de Park Chan-wook : Park Cheol-woong
- 2004 : The Wolf Returns (마지막 늑대) de Koo Ja-hong : les dents dorées
- 2004 : The President's Barber (효자동 이발사) de Lim Chan-sang : M. Ahn
- 2004 : La femme est l'avenir de l'homme (여자는 남자의 미래다) de Hong Sang-soo : (caméo)
- 2004 : Mapado (마파도) de Choo Chang-min
- 2005 : Crying Fist (주먹이 운다) de Ryoo Seung-wan
- 2005 : A Bittersweet Life (달콤한 인생) de Kim Jee-woon
- 2005 : Lady Vengeance (친절한 금자씨) de Park Chan-wook
- 2006 : Forbidden Quest (음란서생) de Kim Dae-woo
- 2006 : A Bloody Aria (구타유발자들) de Won Sin-yeon
- 2006 : The Host (괴물) de Bong Joon-ho
- 2006 : The Unbearable Lightness of Dating (연애, 그 참을 수 없는 가벼움) de Kim Hae-gon : (caméo)
- 2006 : Ddukbang (뚝방전설) de Jo Beom-goo
- 2006 : Once in a Summer (그해 여름) de Jo Geun-sik
- 2006 : Je suis un cyborg (싸이보그지만 괜찮아) de Park Chan-wook
- 2007 : Go Go Sister ou Project Makeover (언니가 간다) de Kim Chang-rae
- 2007 : The Show Must Go on (우아한 세계) de Han Jae-rim
- 2007 : Driving With My Wife's Lover (아내의 애인을 만나다) de Kim Tae-sik
- 2008 : A Tale of Legendary Libido (가루지기) de Sin Han-sol : Kang-mok
- 2008 : Le Bon, la Brute et le Cinglé (좋은 놈, 나쁜 놈, 이상한 놈) de Kim Jee-woon : M. Park
- 2009 : L'Œil du privé (그림자 살인) de Park Dae-min : Oh Yeong-dal
- 2009 : Thirst, ceci est mon sang (박쥐) de Park Chan-wook : Yeong-Doo
- 2009 : Girlfriends (걸프렌즈) de Kang Seok-beom
- 2010 : The Servant (방자전) de Kim Dae-woo : Elder Ma
- 2010 : Troubleshooter (해결사) de Kwon Hyeok-jae : Détective Choi Sang-cheol
- 2010 : Foxy Festival (페스티발) de Lee Hae-yeong : Kwang-rok, le professeur
- 2011 : Détective K : Le Secret de la veuve vertueuse (조선명탐정: 각시투구꽃의 비밀) de Kim Seok-yoon : Han Seo-pil, l'homme du chenil
- 2011 : Late Blossom (그대를 사랑합니다) de Choo Chang-min : Dal-soo
- 2011 : Head (헤드) de Cho Un : Professor Kim Sang-cheol / Professor Oh Byeong-seok
- 2011 : Hindsight (푸른 소금) de Lee Hyeon-seung : Kim Gi-cheol
- 2011 : About Alcohol (술에 대하여 - 극장판) de Fan Lin et Jo Seung-won : lui-même
- 2012 : The Thieves (도둑들) de Choi Dong-hoon : Andrew
- 2012 : R2B: Return to Base (R2B: 리턴투베이스) de Kim Dong-won : Min Dong-phil
- 2012 : The Traffickers (공모자들) de Kim Hong-seon : Kyeong-jae
- 2012 : The Ugly Duckling (미운 오리 새끼) de Kwak Gyeong-taek : le père
- 2012 : Jackal is Coming (자칼이 온다) de Bae Hyeong-joon : Ma Ban-jang
- 2013 : Miracle in Cell No.7 (7번방의 선물) de Lee Hwan-gyeong : So Yang-ho
- 2013 : Paparoti (파파로티) de Yoon Jong-chan : Deok-saeng
- 2013 : Mai Ratima (마이 라띠마) de Yoo Ji-tae
- 2013 : The Attorney (변호인) de Yang Woo-seok : Park Dong-ho
- 2014 : The Pirates (해적: 바다로 간 산적) de Lee Seok-hoon : Han Sang-jil
- 2014 : Ode to My Father (국제시장) de Yoon Je-kyoon : Dal-goo
- 2015 : Détective K : Le Secret de l'île perdue (조선명탐정: 사라진 놉의 딸) : Han Seo-pil
- 2015 : Veteran (베테랑) : Oh, le chef d'équipe
- 2016 : Tunnel (터널) : Dae-kyeong, le responsable des secours
- 2016 : Master (en) (마스터) : Hwang Myung-joon, le procureur
- 2017 : Memoir of a Murderer (살인자의 기억법) de Won Shin-yun : Byeong-man
- 2017 : Along With the Gods : Les Deux Mondes (신과함께-죄와 벌) de Kim Yong-hwa : Un juge
- 2017 : 1987: When the Day Comes (1987) de Jang Joon-hwan
- 2018 : Détective K : Le Secret des morts-vivants (조선명탐정: 흡혈괴마의 비밀) de Kim Sok-yun : Han Seo-pil
- 2020 : Best Friend
- 2024 : I, The Executioner  (베테랑 2) de Ryoo Seung-wan : Oh Jae-pyeong, le chef d'équipe

### Séries télévisées
- 2009 : Dream (드림) : Lee Yeong-chool
- 2012 : Salamander Guru and the Gang (도롱뇽도사와 그림자 조작단) : Seon-dal
- 2024 : Squid Game (오징어게임) : Capitaine Park (à partir de la saison 2)

## Distinctions

### Récompenses
- Pusan Film Critics Awards 2005 : Meilleur acteur dans un second rôle pour Mapado (마파도)
- Chunsa Film Art Awards 2007 : Meilleur acteur dans un second rôle pour Once in a Summer (그해 여름)

### Nomination
- Baek Sang Art Awards 2013 : Meilleur acteur dans un second rôle pour Miracle in Cell No.7 (7번방의 선물)